# Magyar Filmdíj a legjobb vágónak (tévéfilm)
A Magyar Filmdíj a legjobb vágónak elismerés a 2014-ben alapított Magyar Filmdíjak egyike, amelyet a Magyar Filmakadémia (MFA) tagjainak szavazata alapján 2019 óta ítélnek oda egy-egy év magyar tévéfilmtermésének valamely alkotása vágójának.
A díjra történő jelölés nem automatikus; arra azon televíziós filmek vágói jöhetnek számításba, amelyeket beneveztek a „legjobb tévéfilm” kategóriába. Nevezni az előző év január 1. és december 31. között televíziós csatorna műsorára tűzött, vagy nemzetközi filmfesztiválon versenyben vagy versenyen kívül szerepelt filmet lehet.
A jelölés és kiválasztás rendszeréről a Filmakadémia 2018-as közgyűlése döntött. A televíziós alkotások nevezési és regisztrációs határidejét év elején közli az MFA. A Magyar Filmhét versenyprogramjába került tévéfilmek operatőrei közül az Akadémia tagjai választják ki azokat, akik felkerülnek a jelöltek listájára, amelyet február 1-jén hoznak nyilvánosságra. A jelölt alkotásokat a Magyar Filmhét műsorára tűzik.
A második körben az Akadémia tagjai e szűkített listáról választják ki egy újabb titkos szavazás során a díjra érdemesnek tartott személyt.
Az ünnepélyes díjátadóra Budapesten, a Magyar Filmhetet lezáró gálán kerül sor minden év március elején.

## Díjak és jelölések
| Év (Gála) | Díjazottak | Megjegyzés    |
| --------- | --- | ------------- |
| 2019 (4.) | - Király István – Trezor                                                                                             | [ 4 ] [ * 1 ] |
| 2020 (5.) | - Mezei Áron – Egy másik életben - Barsi Béla – Nino bárkája - Csillag Mano – Foglyok - Csillag Mano – Házasságtörés | [ * 2 ]       |